# Masayuki Yamada
Masayuki Yamada (født 1. oktober 1994) er en japansk fodboldspiller.
Han har spillet for flere forskellige klubber i sin karriere, herunder FC Tokyo.